# Splot błony mięśniowej jelita

Schemat warstw przewodu pokarmowego, splot błony mięśniowej zaznaczony numerem 16

Splot błony mięśniowej jelita, splot mięśniówkowy, splot Auerbacha (łac. plexus myentericus, plexus Auerbachi) – autonomiczny splot nerwowy przewodu pokarmowego, położony pomiędzy dwiema warstwami błony mięśniowej właściwej jelit – warstwą okrężną (wewnętrzną) i warstwą podłużną (zewnętrzną), oddający włókna nerwowe do obu tych warstw. Tworzą go podłużne i poprzeczne włókna nerwowe z licznymi komórkami nerwowymi w punktach węzłowych. Bierze udział w kontroli motoryki jelit. Nazwa eponimiczna upamiętnia niemieckiego anatoma Leopolda Auerbacha, który go opisał.